# Khaya anthotheca
Khaya anthotheca är en tvåhjärtbladig växtart som först beskrevs av Friedrich Welwitsch, och fick sitt nu gällande namn av C. Dc.. Khaya anthotheca ingår i släktet Khaya och familjen Meliaceae. Inga underarter finns listade i Catalogue of Life.